# Gil de Oscáriz Beaumont y Navarra
Gil de Oscáriz Beaumont y Navarra (Nuevo Reino de Granada, Virreinato del Perú ca. 1614 – valle de Catamarca de la gobernación del Tucumán, Virreinato del Perú 1642) fue un militar del siglo XVII, elegido como gobernador del Tucumán en 1642 por su antecesor Francisco de Avendaño y Valdivia, aunque no llegó a asumir por fallecer en camino para asumir el puesto.

## Biografía
Gil de Oscáriz Beaumont y Navarra nació hacia 1614 en el Nuevo Reino de Granada, en donde su padre Gil de Oscáriz Carvajal (n. Reino de Navarra, Corona de España, ca. 1584), de una noble familia navarra, había contribuido en la conquista y colonización, para casarse con Juana Pérez de Aguilar (n. ca. 1594).
Prestó servicios militares en España, siendo alférez de la Armada Real, capitán de infantería y finalmente maestre de campo en el Río de la Plata. Integró el tercio que enviara Juan Alonso de Vera y Zárate en auxilio de Buenos Aires en 1625. Fue vecino feudatario de la ciudad de Santiago del Estero.
Cuando el gobernador Francisco de Avendaño y Valdivia fue trasladado a Buenos Aires, dejó al frente de la gobernación a su teniente de gobernador Gil de Oscáriz en 1641, a quien luego la Real Audiencia de Charcas confirmó en su interinato a principios de 1642.
Pero este se encontraba en ese momento de servicio en La Rioja, y en viaje a Santiago del Estero falleció en el trayecto, en el valle de Catamarca a mediados de 1642, por lo que no pudo ocupar su puesto, y de esta forma solo fue un cargo meramente nominal.